# Hans Sachsse (Komponist)
Hans Sachsse (auch Hans Sachße, * 3. August 1891 in Bautzen; † 16. Juli 1960 in München) war ein deutscher Komponist, Musikpädagoge und Architekt.

## Leben und Werk
Hans Sachsse war in einem sehr musisch orientierten Elternhaus aufgewachsen. Er studierte in Dresden Architektur und Komposition. Er promovierte dort 1919 zum Dr. ing. Erst als Dreißigjähriger verschrieb er sich ganz der Musik. Von 1922 bis 1924 setzte er seine Studien bei Siegmund von Hausegger und Walter Courvoisier an der Münchner Akademie der Tonkunst fort.
Von 1925 bis 1940 wirkte Hans Sachsse als Dirigent der Münchener Bürgersängerzunft. Von 1929 bis 1935 wirkte er als Kompositionslehrer am Trappschen Konservatorium. Von 1935 bis 1957 wirkte er als Dozent für Kontrapunkt und Komposition an der Hochschule für Musik in München. Bereits zum 1. Februar 1932 war er der NSDAP beigetreten.
Als Komponist verfasste er unter anderem die Funkoper Weg in den Nebel op. 44 (1936), das Oratorium Der Morgen op. 35 (1933), Hörspielmusiken, Orchesterwerke, Kammermusik, die Missa brevis op. 72, Kantaten, Chormusik sowie viele Lieder und Klavierstücke.